# Friedrich Staphylus
Friedrich Staphylus (né le 27 août 1512 à Osnabrück; mort le 5 mars 1564 à Ingolstadt) est un théologien saxon.

## Biographie
Fils de Lüdeke Stapellage et d'Anna Birkmann, il fut très tôt orphelin, si bien que c'est son oncle maternel, Eberhard Birkmann de Dantzig, qui entreprit son éducation. Staphylus poursuivit son éducation en Lituanie, où il apprit la langue locale et le russe. Puis il fréquenta l'université de Cracovie, où il apprit les rudiments du polonais. Il poursuivit ses études de philosophie et de théologie en 1530 à l'université de Padoue. En 1533, il était de retour à Dantzig et reprit ses études de philosophie en 1536 à l’université de Wittemberg, obtenant la maîtrise le 8 mai 1541. Il fut élu au sénat de la Faculté de philosophie le 18 octobre 1543.
Sur recommandation de Philipp Melanchthon, l’université de Kœnigsberg lui confia en 1546 la succession du défunt professeur de théologie, Stanislaus Rapagelanus. Il s'imposa d'abord comme le représentant de l'orthodoxie luthérienne et obtint le renvoi d'un professeur anabaptiste, Willem van de Voldersgraft, qui fut même expulsé de Prusse. Élu recteur de l'université au cours de l'hiver 1547-48, il s'avéra incapable de faire face à la masse des tâches administratives qui lui incombaient et dut abandonner ses cours de théologie à l'automne 1548, mais conserva ses fonctions de conseiller du duc Albert de Prusse à la cour de Kœnigsberg.
Une épidémie le força à quitter temporairement Kœnigsberg : il se rendit à Breslau, où il épousa 19 octobre 1549 Anna Hess. Il ne revint à Kœnigsberg qu'en 1550, mais il se querella gravement avec Andreas Osiander, de sorte que dès 1551, il prenait congé de la cour ducale pour retrouver Dantzig : là, il exposa sa controverse avec Osiander dans un essai d'inspiration catholique, Synodus sanctorum patrum antiquorum contra nova dogmata Andreae Osiandri (Nuremberg, 1553). Puis il gagna Breslau, où il se convertit définitivement à la foi catholique en 1553. Il entra au service de l'évêque Balthasar von Promnitz à Neisse, où il milita pour la fondation d'un séminaire catholique.
Devenu conseiller de Ferdinand Ier pour les questions de politique religieuse de l’Empire en 1555, il prit part en cette qualité au synode de Worms de 1557 et tira parti de sa connaissance intime des divisions doctrinales des protestants. Par la suite, il n'eut de cesse d'attaquer les protestants dans ses écrits. Après sa participation au  Concile de Trente, il fut engagé comme conseiller du duc Albert V de Bavière en 1558, et l'année suivante (19 mai 1559) fut reçu  docteur en théologie à Augsbourg sur proposition du pape. Ce titre lui permit d'entrer en 1560 comme professeur à l'université d'Ingolstadt, pour y enseigner l'histoire, les Humanités et la théologie. Il s'y consacra dans les faits à la réforme du collège jésuite (dont il était le surintendant) et participa activement à la contre-réforme. Son action fut saluée par le pape et il fut anobli par l'empereur le 15 juillet 1562.

## Œuvres
- Diodori Siculi fragmenta ex græco in latinum versa.
- Historia et Apologia Utriusque Partis, Catholicæ Et Confessionariæ, de dissolutione Colloquii nuper Wormatiæ instituti ad omnes Catholicæ fidei Protectores (1558), Vienne.
- Martini Lutheri Trimembris Epitome (1558), Worms
- Aigentliche und warhaffte Beschreibung Weß bey der herrlichen Besingknuß so die Röm. Kay. May. Kaiser Ferdinand irer May. lieben Bruder unnd Kayser Carlen dem fünfften Hochlöblichster Gedächtnus am 24. u. 25. Febr. des 59. Jars zu Augspurg ordenlich ... gehalten, sich allenthalben verloffen (1559), Dillingen
- Historam de vita, morte et gestis Caroli V. (1559) Augsbourg
- Defensio Pro Trimembri Theologia M. Lvtheri, Contra Aedificatores Babylonicae Tvrris. Phil. Melanthonem, Shvvenckfeldianum Longinum, And. Musculum, Mat. Flacc. Illyricum, Iacobum Andream Shmidelinum. (1561)  Dillingen
- Vortrab zu rettung des Buchs. Vom rechten waren verstand des Göttlichen worts, Von verdolmetschung der Teütschen Bibel, vnd Von der ainigkeit der Lutherischen Predicanten. (1561) Ingolstadt
- Christlicher gegenbericht an den Gottseligen gemainen Layen.(1561) Ingolstadt
- Prodromus D. Friderici Staphyli, In Defensionem Apologiae suae, de vero germanoque scripturae sacrae intellectu etc. Latine redditus per F. Laurentium Surium Carthusianum. (1562) Cologne
- Hysterodromum.
- Lucubrationes super plurimas sessions ad Concilium cum libris II. De Christiana republica.
- Oratio de bonis litteris. (1550)
- Synodus Patrum contra Osiandrum. (1553)
- Vom letsten und grossen Abfall, so vor der zukunfft des Antichristi geschehen soll.  (1565)

## Voir également
- Biographie par l’Académie des Sciences et des Belles-Lettres de Mayence